# VTB Kremlin Cup 2019
Der VTB Kremlin Cup 2019 war ein Tennisturnier der WTA Tour 2019 für Damen und ein Tennisturnier der ATP Tour 2019 für Herren im Eispalast Krylatskoje in Moskau. Die Turniere für beide Geschlechter fanden zeitgleich vom 14. bis 20. Oktober 2019 statt.

## Herrenturnier
→ Hauptartikel: VTB Kremlin Cup 2019/Herren
→ Qualifikation: VTB Kremlin Cup 2019/Herren/Qualifikation

## Damenturnier
→ Hauptartikel: VTB Kremlin Cup 2019/Damen
→ Qualifikation: VTB Kremlin Cup 2019/Damen/Qualifikation